# Crystal Crescent Provincial Park
Crystal Crescent Provincial Park är en park i Kanada.   Den ligger i provinsen Nova Scotia, i den sydöstra delen av landet, 1 000 km öster om huvudstaden Ottawa. Crystal Crescent Provincial Park ligger 8 meter över havet.
Terrängen runt Crystal Crescent Provincial Park är platt. Havet är nära Crystal Crescent Provincial Park söderut. Trakten är glest befolkad. 
I omgivningarna runt Crystal Crescent Provincial Park växer i huvudsak blandskog.